# Codimex 6809
Codimex 6809 (6809) је кућни рачунар, производ фирме Codimex који је почео да се израђује у Бразилу током 1983. године.
Користио је Motorola 6809E као централни микропроцесор а RAM меморија рачунара 6809 је имала капацитет од 16 Kb, прошириво до 64 Kb. 
Као оперативни систем кориштен је OS/9, Flex.

## Детаљни подаци
Детаљнији подаци о рачунару 6809 су дати у табели испод.
|                       |                                                                     |
| 6809                  |                                                                     |
| Произвођач            |                                                                     |
| Тип                   | кућни рачунар                                                       |
| Меморија              | 16 , прошириво до 64                                                |
| Поријекло             | Бразил                                                              |
| Година                | 1983                                                                |
| Тастатура             | тастатура, 53 тастера                                               |
| Процесор              |                                                                     |
| Фреквенција процесора | 0,89                                                                |
| RAM                   | 16 , прошириво до 64                                                |
| ROM                   | 16                                                                  |
| Текст                 | 16 линија x 32 знакова                                              |
| Графика               | 64 x 32, 64 x 48, 64 x 64, 128 x 64, 128 x 96, 128 x 192, 256 x 192 |
| Боја                  | 8                                                                   |
| Звук                  | 1 канал звука                                                       |
| Димензије             | 38 (ширина) x 37 (дубина) x 16 (висина) / 14                        |
| Портови               |                                                                     |
| Оперативни систем     |                                                                     |